# Chiesa di San Cristoforo (Cortona)
La chiesa di San Cristoforo è un edificio sacro che si trova nella piazzetta omonima a Cortona, in provincia di Arezzo e diocesi di Arezzo-Cortona-Sansepolcro.

## Storia e descrizione
È ad aula di piccole dimensioni con soffitto a capriate e facciata a capanna. Fondata nel 1192, nel 1575, a causa di un incendio, fu ristrutturata e modificata, anche se l'aspetto attuale dell'interno si deve ai rimaneggiamenti settecenteschi. A quest'epoca risale l'altare maggiore nel presbiterio rialzato, per il quale fu accorciata l'antica abside affrescata, che andò a formare la sagrestia. Da qui provengono gli affreschi trecenteschi di scuola umbro-senese raffiguranti la Crocifissione, l'Annunciazione, l'Ascensione e in alto Cristo benedicente tra due angeli, ora collocati nella parete sinistra. Contigua al fianco destro, sotto il campanile a vela romanico, fu eretta nel Cinquecento la cappella della Natività di Maria.

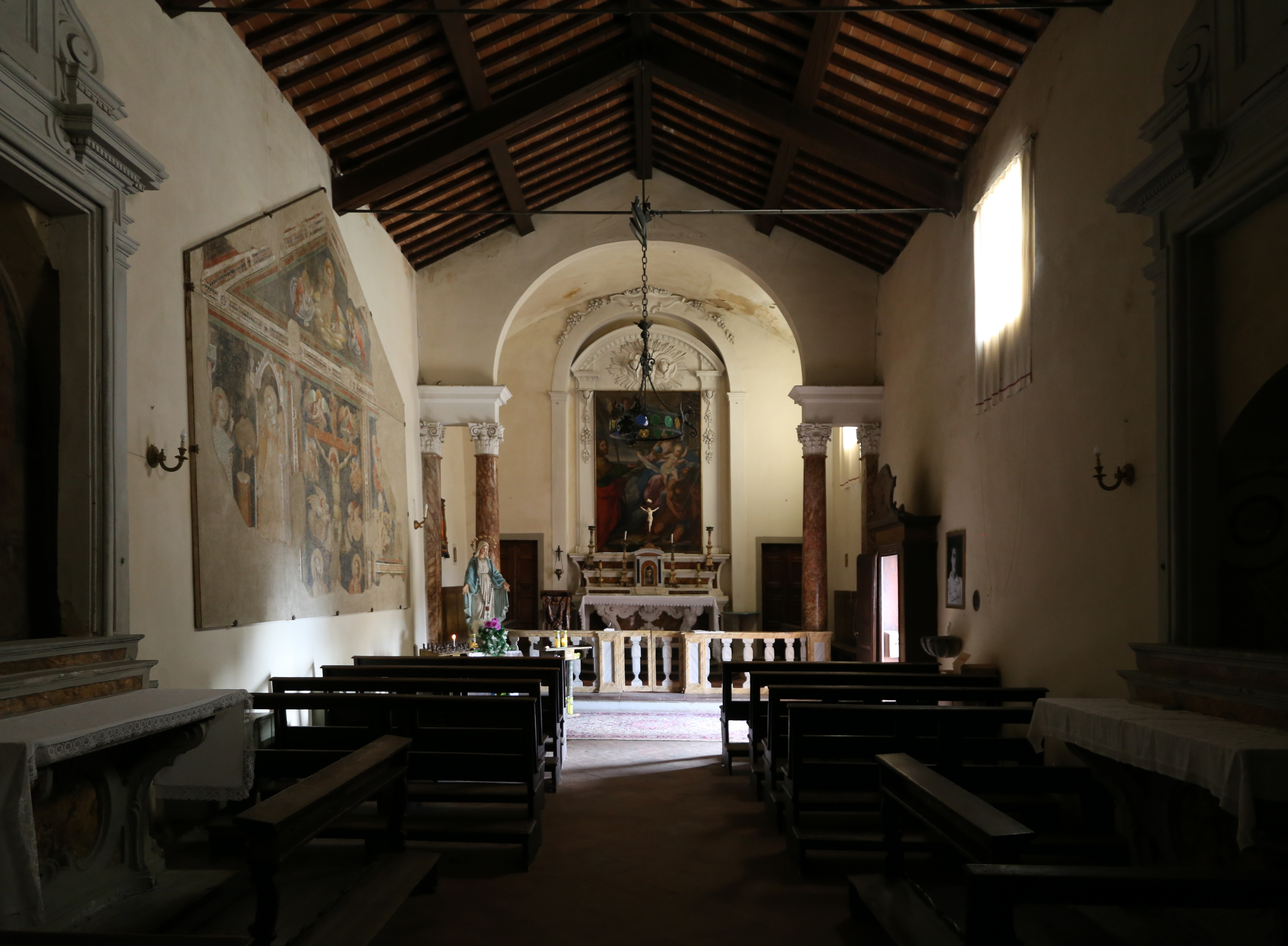
Interno
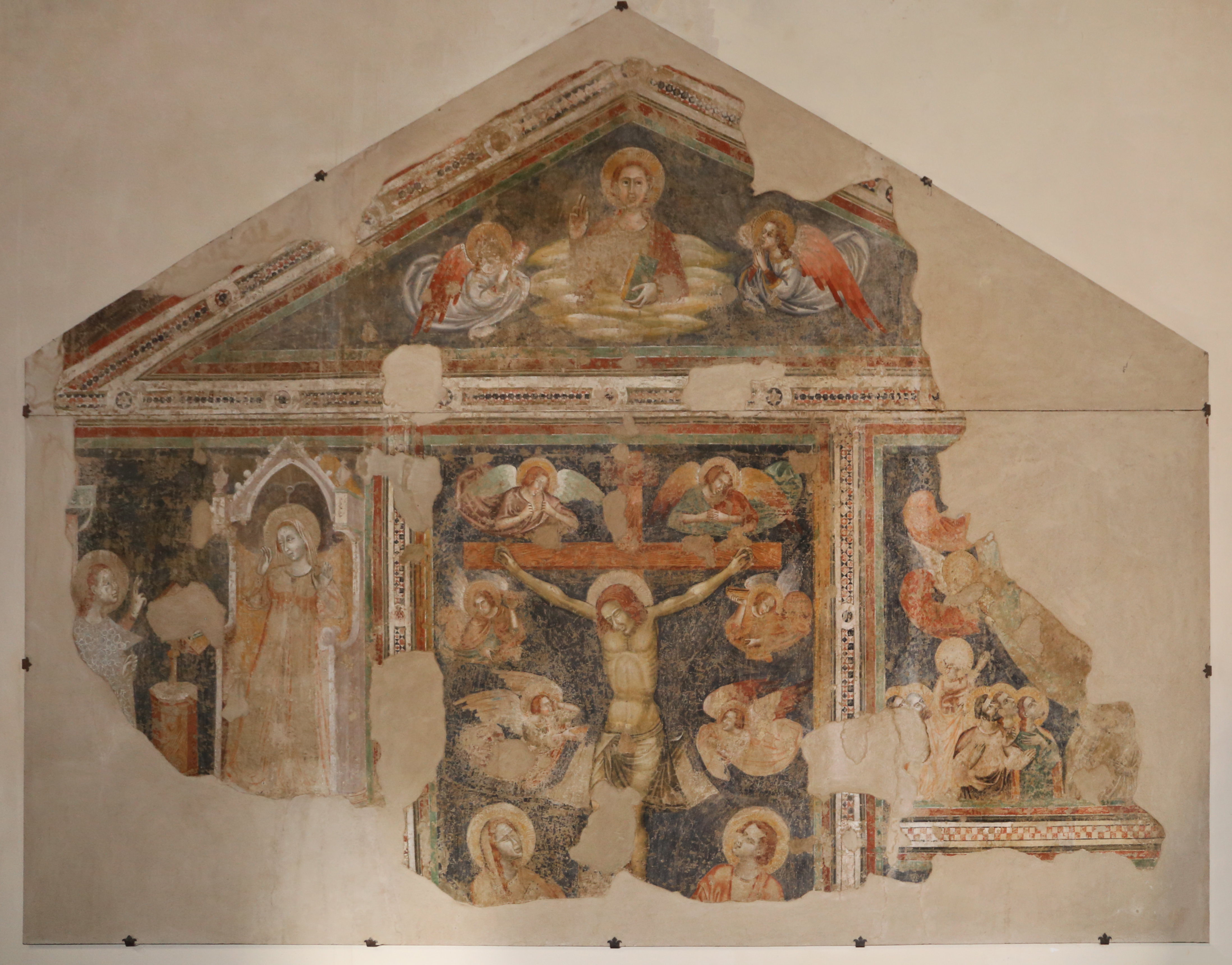
Affreschi del XIV secolo
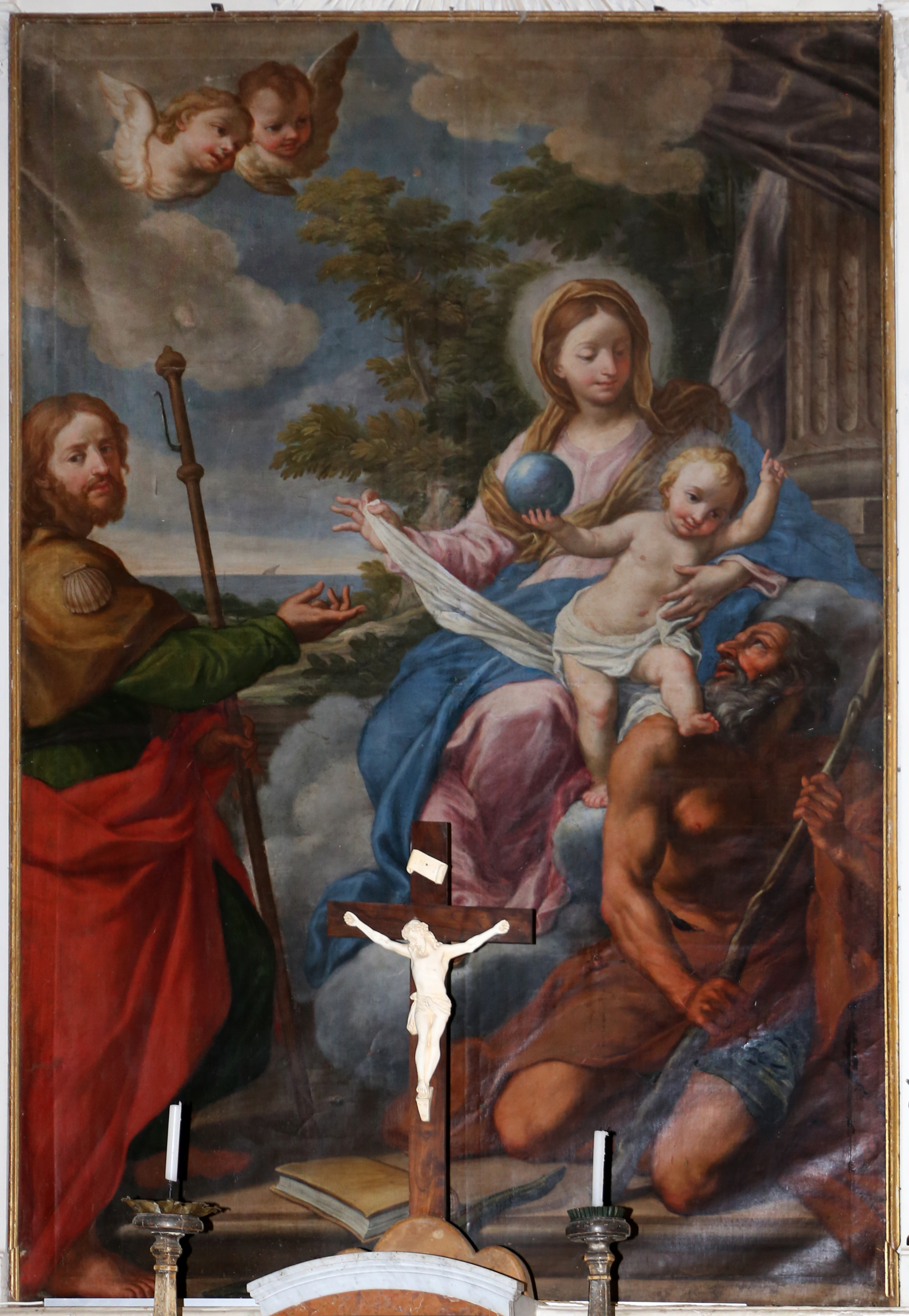
La pala d'altare della scuola di Pietro da Cortona
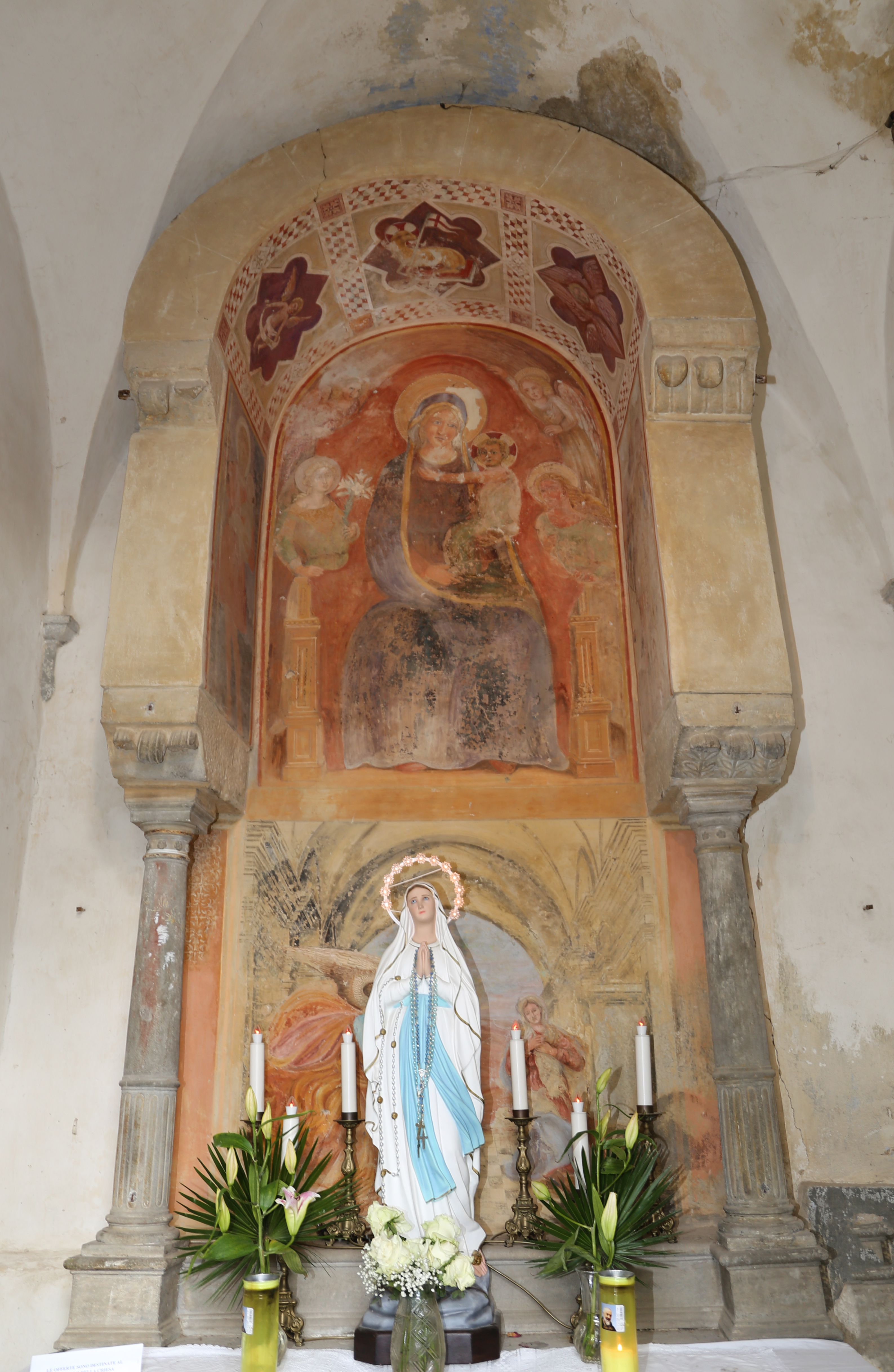
Interno della cappella della Natività di Maria